# Herniaria oranensis
Herniaria oranensis är en nejlikväxtart som beskrevs av Mohammad Nazeer Chaudhri. Herniaria oranensis ingår i släktet knytlingar, och familjen nejlikväxter. Inga underarter finns listade i Catalogue of Life.